# Andrena crinita
Andrena crinita är en biart som beskrevs av Bouseman och Laberge 1979. Andrena crinita ingår i släktet sandbin, och familjen grävbin. Inga underarter finns listade i Catalogue of Life.